# Скулябинский
Скуля́бинский — хутор в Алексеевском районе Волгоградской области России. Входит в Трёхложинское сельское поселение.

## География
Хутор расположен в 29 км южнее станицы Алексеевской (по дороге — 50 км) и в 8 км юго-восточнее хутора Трёхложинский (по дороге — 11 км). Рядом административная граница с Кумылженским районом.

## История
По состоянию на 1918 год хутор входил в Зотовский юрт Хопёрского округа Области Войска Донского.

## Население
| 2010 |
| ---- |
| 138  |

## Инфраструктура
Личное подсобное хозяйство с зоной сельскохозяйственного использования, индивидуальная застройка усадебного типа.
Хутор газифицирован.
В 6,5 км северо-восточнее — месторождение песчаника, пригодного для изготовления щебня.

## Транспорт
Дорога с асфальтовым покрытием.